# David Turnley
David C. Tunley (Fort Wayne, 22 giugno 1955) è un fotografo statunitense con cittadinanza francese.
Ha vinto nel 1990 il premio Pulitzer per la fotografia, per i suoi reportage delle rivolte politiche in Cina e nell'Europa dell'est, il World Press Photo of the Year 1988 per una fotografia scattata a Leninakan, dopo il devastante terremoto in Armenia, e nuovamente nel 1991 per una fotografia di un sergente statunitense in lutto per la morte di un commilitone durante la guerra del golfo, oltre che per l'Overseas Press Club Robert Capa. In totale è stato in lizza per il premio Pulitzer Prize quattro volte.
Dal 1985 al 1997, ha realizzato numerosi servizi sulla lotta per porre fine all'apartheid, sulle rivoluzioni nell'Europa dell'est, sulle rivolte studentesche in Cina, sulla guerra in Bosnia ed Erzegovina, sulla guerra del golfo, e sulla caduta dell'Unione Sovietica. Oltre ad aver pubblicato numerosi libri, ha diretto un documentario per la CNN sul Dalai Lama intitolato The Dalai Lama: At Home in Exile e nominato agli Emmy Award, e La Tropical, documentario ambientato in una sala da ballo cubana.
Fluente in francese e spagnolo, si è laureato presso l'Università del Michigan, ed ha studiato presso la Sorbona ed Harvard.
Suo fratello gemello Peter è anch'egli un fotografo. 

## Opere
- The Russian Heart: Days of Crisis and Hope. New York: Aperture, 1992. ISBN 0893815098. London: Phaidon, 1994. ISBN 0714828416.
- Baghdad Blues: A War Diary. New York: Vendome, 2003. ISBN 086565235X.
- Mandela: Struggle and Triumph. Abrams, 2008. ISBN 0810970929.